# 해양탐사
해양탐사는 다양한 관측선에서 해양관측기기를 이용하여 해양의 특성과 현상을 파악하기 위해 다양한 방법으로 자료를 얻는 것을 말한다.  바다에서 일어나는 현상을 이해하기 위한 인간의 끊임없는 도전은 항해술과 수중음향학, 무인관측기술, 해저탐사기술 등의 발달을 이룩하였다. 인간은 음향을 이용하여 바다의 수심을 측정하는 단계에서 벗어나 해저지형과 지층을 정확히 그려낼 수 있게 되었으며, 해수의 이동과 해양의 특성을 상시적으로 자동 관측할 수 있게 되었고, 압력의 한계를 뛰어넘어 수천 m 해저를 탐사할 수 있게 되었다.

## 해양탐사의 종류
해양탐사는 배를 타고 직접 바다에 나가 바다 속에 관측기기를 넣어 탐사하는 방법과, 잠수정을 타고 심해까지 들어가 해저 지형이나 생물 자원, 퇴적물 등을 조사하는 방법이 있으며, 인공위성을 이용하여 단시간에 넓은 영역의 자료를 모으는 방법이 있다.

## 해양탐사의 현황
- 국토해양부(장관 권도엽)는 지난해 3월 수중무선통신 시스템 개발에 이어 수중에서 음파를 이용해 실시간으로 디지털 데이터를 다중으로 송신 및 수신할 수 있는 네트워크 핵심기술을 개발헤 LIG넥스원에 기술이전을 한다고 밝혔다. 한국해양연구원(원장 강정극)으로부터 기술이전을 받는 LIG넥스원은 이 핵심기술을 활용해 항만방어체계 등 해양 방위산업과 다이버 폰을 활용한 해양레저, 해양조사 등 다양한 산업에 활용할 상용화 기술을 개발할 예정이다.
- 국토해양부는 해양분야에서 미래 신성장동력으로 키울 차세대 심해용 무인잠수정 개발과 대형 해양과학조사선 건조, 제2남극기지 건설 등 11개 사업을 연구개발(R&D) 중점 추진사업으로 선정했다고 7일 밝혔다. 이번에 선정된 R&D중점 추진사업은 해양과학 인프라 구축, 미래 첨단 해양과학기술, 해양안전 및 환경기술 분야 등으로 나뉘어 있다. 심해용 차세대 자율무인잠수정(AUV)도 개발된다. 현재 수심 6000m까지 탐사가가능한 ‘해미래’가 있지만 이는 줄을 매달아 투하하는 원격조종방식(ROV)으로 실제 100m의 얕은 수심에서만 탐사가 가능하다. 5000t급 대형 해양과학조사선도 오는 2014년까지 건조된다.현재 온누리호가 해양과학연구를 수행하고 있지만 20년 된 노후 선박이어서 최신장비 탑재가 어려워 정밀 탐사가 불가능하다.